# Bal Poussière
Pour plus de détails, voir Fiche technique et Distribution.
Bal Poussière est un film ivoirien de 1988 réalisé par Henri Duparc,,,; il est considéré comme le film emblématique du réalisateur, qui marque la naissance d’une «comédie à l’africaine».

## Synopsis
Riche cultivateur d’ananas dans un village ivoirien, Alcaly dit «Demi-dieu» mène une vie paisible auprès de ses cinq femmes ; jusqu’au jour où il fait la connaissance de Binta, une étudiante rebelle, renvoyée au village par sa tante qui estime que la ville lui a fait perdre la tête. Obsédé par sa jeunesse et sa beauté,  il n’a plus qu’un seul objectif, faire d’elle sa sixième épouse: «Je suis Demi-dieu, et je vais t’épouser» lui dit- il sur le ton du défi. Il réunit immédiatement ses femmes  pour leur faire part de sa décision, sans qu’elles n’aient vraiment leur mot à dire «une pour chaque jour et le dimanche pour la plus méritante».  Binta refuse fermement cette union, que ses parents approuvent, poussés par la montagne de présents faite par leur futur gendre. Elle finit par accepter mais à certaines conditions, qui vont très vite mettre la concession familiale sens dessus dessous.

## Fiche technique
- Titre : Bal Poussière[5]
- Autre titre : Les six femmes de Demi-dieu
- Réalisation : Henri Duparc[5],[6],[7]
- Assistant réalisateur : Marc Amblard
- Assistant opérateur : Benoît Say Kan N’da
- Scénario : Henri Duparc
- Script : Salimata Cissé[2]
- Régie : Adhiza Gorogaya[2]
- Production : Focale 13 (Les films Henri Duparc )[7]
- Sociétés de (co-) production : Interaco et Fatmé Zein
- Musique originale : Boncana Maïga[2],[7]
- Musique du Bal : Georges Vieyra et L’orchestre Accura
- Générique : Cinédia Paris
- Chef opérateur : Bernard Dechet[2]
- Montage : Christine Aya[2],[5],[7]
- Son : Pierre-André Gauthier[2],[5],[7]
- Photographe de plateau : Bernard Dechet[2],[3],[7]
- Pays d’origine :  Côte d'Ivoire[1],[2],[3],[6],[7],[4]
- Langue : Français[6]
- Format : 35m/m Couleur[2],[3]
- Genre : Comédie[5],[1]
- Durée : 1 heure 28 minutes[6]
- Date de sortie : 21/06/1989 (en France)[7]
- Visa d’exploitation : 70 872
- Soutiens: Ministère de l’information de la culture  de la jeunesse et des sports (Ministère de la Culture
- Affiche française :Jano

## Distribution
- Bakary Bamba[5],[2],[3],[7],[8]
- Hanni Tchelley[5],[2],[3],[7],[8]
- Akissi Delta[2],[3]
- Naky Sy Savane[5],[2],[3],[7],[8]
- Thérèse Taba[5],[1],[2],[3],[6],[7]
- Djessan Ayateau[2]
- Bagnon de son vrai nom Victor Cousin[2]
- Adjé Daniel[2]
- Anne Kakou[2],[7]
- Odile Diarra[2],[7]
- Bertin Kouakou[2],[7]
- Fatme Zein[2]
- Samir Jaber[2]
- Natou Koly[2],[7]
- Brou Kouadio[2],[7]

## Récompenses
- Grand prix et prix de la critique du Festival de Chamrousse 1989[7]
- Prix de la meilleure réalisation Festival du film de FORT DE FRANCE 1988[7]
- Prix de la critique Festival du Film Francophone de NAMUR 1989[7]